# Дарракотт, Терри
Терри Дарракотт (англ. Terry Darracott; 6 октября 1950, Ливерпуль — 2022) — английский футболист и футбольный тренер, играл на позиции левого защитника.

## Биография

### Игровая карьера
Дарракотт дебютировал за «Эвертон» в апреле 1968 года в матче с лондонским «Арсеналом». На тот момент ему было 17 лет — «Эвертон» выиграл тот матч со счётом 2:0. Всего в составе «ирисок» он сыграл во всех турнирах 179 матчей, но не выиграл никаких титулов. 
В 1979 году уехал в США, где в течение некоторого времени играл за «Талсу Рафнекс», за которую сыграл 29 матчей и забил 1 гол. Затем он вернулся на родину и завершил карьеру в клубе «Рексем».

### Тренерская карьера
С 1987 по 1990 год работал в «Эвертоне» в качестве помощника главного тренера Колина Харви. Помимо «ирисок», он работал в тренерском штабе «Манчестер Сити», «Блэкберна», «Болтона», «Рексема» и «Халл Сити».

### Смерть
Скончался 22 марта 2022 года в возрасте 71 года.